# AKUD Rose
AKUD Rose war ein deutsches Radsportteam.

## Geschichte
Das Team AKUD Rose war ein Continental Team, das 2007 gegründet wurde. Teammanager und Sportdirektor war Ronny Jahn, der von seinem Sportlichen Leiter Werner Stauff unterstützt wurde. Sponsoren waren die AKUD & Co Verlagsgesellschaft (Internetdienstleistungen) und der Fahrradversandhandel Rose. Die Firma AKUD beendete 2009 ihr Sport-Engagement, was zur Auflösung des Teams führte.

## Saison 2007

### Erfolge in der Europe Tour
Siehe auch: UCI Europe Tour 2007
| Datum    | Rennen                                 | Fahrer         |
| -------- | -------------------------------------- | -------------- |
| 5. Mai   | 3. Etappe Szlakiem Grodòw Piastowskich | Philipp Metzke |
| 27. Mai  | 4. Etappe Tour de Berlin               | Philipp Metzke |
| 22. Juni | 2. Etappe Mainfranken-Tour             | Joachim Tolles |
| 23. Juni | 3. Etappe Mainfranken-Tour             | Joachim Tolles |

## Team 2008

### Zugänge – Abgänge
| Zugänge            | Team 2007 | Abgänge               | Team 2008               |
| ------------------ | --------- | --------------------- | ----------------------- |
| Maurice Calles     | Neoprofi  | Paul Budach           | Unbekannt               |
| Lars Gatzen        | Neoprofi  | Marco Düchting        | Unbekannt               |
| Arne Kenzler       | Neoprofi  | Sebastian Hans        | Team Mapei Heizomath    |
| Daniel Lemke       | Neoprofi  | Philipp Metzke        | Unbekannt               |
| Alexander Nordhoff | Neoprofi  | Dominik Roels         | Team Milram             |
| Florian Paegelow   | Neoprofi  | Mitja Schlüter        | Continental Team Milram |
| Nicholas Palenker  | Neoprofi  | Andreas Stauff        | Continental Team Milram |
| Alex Schmitt       | Neoprofi  | Joachim Tolles        | Team Kuota-Senges       |
|                    |           | Daniel Westmattelmann | Team Mapei Heizomath    |
|                    |           | Gregor Willwohl       | Unbekannt               |

### Mannschaft
| Name               | Geburtstag        | Nationalität |
| ------------------ | ----------------- | ------------ |
| Maurice Calles     | 10. Dezember 1989 | Deutschland  |
| Lars Gatzen        | 24. Juni 1988     | Deutschland  |
| Arne Kenzler       | 22. April 1989    | Deutschland  |
| Daniel Lemke       | 7. Dezember 1989  | Deutschland  |
| Alexander Nordhoff | 25. Oktober 1989  | Deutschland  |
| Florian Paegelow   | 23. Juli 1989     | Deutschland  |
| Nicholas Palenker  | 11. Mai 1989      | Deutschland  |
| Patric Röstel      | 8. August 1986    | Deutschland  |
| Alex Schmitt       | 18. August 1989   | Deutschland  |